# Communauté de communes Pays de Nemours
Die Communauté de communes Pays de Nemours (inoffiziell auch: Communauté de communes du Pays de Nemours) ist ein französischer Gemeindeverband mit der Rechtsform einer Communauté de communes im Département Seine-et-Marne in der Region Île-de-France. Sie wurde am 10. Oktober 2009 gegründet und umfasst 21 Gemeinden. Der Verwaltungssitz befindet sich im Ort Nemours.

## Historische Entwicklung
Der Gemeindeverband wurde mit Wirkung vom 1. Januar 2017 um neun Gemeinden aus der aufgelösten Communauté de communes des Terres du Gâtinais erweitert.

## Mitgliedsgemeinden
| Gemeinde                               | Einwohner 1. Januar 2022 | Fläche km² | Dichte Einw./km² | Code INSEE | Postleitzahl |
| -------------------------------------- | ------------------------ | ---------- | ---------------- | ---------- | ------------ |
| Amponville                             | 351                      | 12,30      | 29               | 77003      | 77760        |
| Bagneaux-sur-Loing                     | 1.582                    | 5,26       | 301              | 77016      | 77167        |
| Boulancourt                            | 341                      | 6,44       | 53               | 77046      | 77760        |
| Burcy                                  | 148                      | 7,03       | 21               | 77056      | 77760        |
| Buthiers                               | 771                      | 19,67      | 39               | 77060      | 77760        |
| Châtenoy                               | 157                      | 4,87       | 32               | 77102      | 77167        |
| Chevrainvilliers                       | 255                      | 8,95       | 28               | 77112      | 77760        |
| Darvault                               | 946                      | 7,83       | 121              | 77156      | 77140        |
| Faÿ-lès-Nemours                        | 498                      | 7,78       | 64               | 77178      | 77167        |
| Fromont                                | 230                      | 10,72      | 21               | 77198      | 77760        |
| Garentreville                          | 123                      | 6,35       | 19               | 77200      | 77890        |
| Grez-sur-Loing                         | 1.457                    | 12,97      | 112              | 77216      | 77880        |
| Guercheville                           | 272                      | 9,21       | 30               | 77220      | 77760        |
| Larchant                               | 729                      | 29,24      | 25               | 77244      | 77760        |
| Moncourt-Fromonville                   | 1.908                    | 8,17       | 234              | 77302      | 77140        |
| Nanteau-sur-Essonne                    | 410                      | 12,92      | 32               | 77328      | 77760        |
| Nemours                                | 13.118                   | 10,83      | 1.211            | 77333      | 77140        |
| Ormesson                               | 244                      | 3,81       | 64               | 77348      | 77167        |
| Rumont                                 | 126                      | 6,61       | 19               | 77395      | 77760        |
| Saint-Pierre-lès-Nemours               | 5.424                    | 21,62      | 251              | 77431      | 77140        |
| Villiers-sous-Grez                     | 684                      | 12,25      | 56               | 77520      | 77760        |
| Communauté de communes Pays de Nemours | 29.774                   | 224,83     | 132              | –          | –            |